# Guillaume Legrant
Guillaume Legrant (* um 1380; † nach 1450) war ein französischer Komponist und Kleriker der frühen Renaissance.

## Leben und Wirken
Von Guillaume Legrant konnte die musikhistorische Forschung nur ungefähr das Geburts- und Sterbejahr ermitteln; das jeweilige Datum sowie Geburts- und Sterbeort sind noch unbekannt. Sein ursprünglicher Name war Guillaume Lemacherier. An der Sainte-Chapelle des Herzogs von Berry in Bourges war er von 1405 bis 1410 als Kleriker tätig, und zwar ab dem Jahr 1407 als Kaplan. In Bourges war der Komponist auch mit Johannes Cesaris, Johannes de Bosquet († 1406), Paullet, Pierre Fontaine und Nicholas Grenon zusammengetroffen. Von einigen Musikhistorikern wird vermutet, dass er sich 1417 anlässlich des dortigen Konzils in Konstanz aufgehalten hat. Von 1418 bis 1421 ist er als Mitglied der päpstlichen Kapelle unter Papst Martin V. nachweisbar. Danach wirkte er in der Diözese Rouen als Benefiziat und stand im Dienst von Herzog Karl von Orléans. Eines der von ihm komponierten Messteile, ein Credo, wurde in dieser Zeit (1426) geschrieben. Legrant besaß mehrere Pfründen in der Diözese Rouen, eine davon hatte er noch 1449 inne. Für die Zeit danach sind keine Informationen mehr über ihn überliefert.

## Bedeutung
Die überlieferten Werke Legrants bestehen aus geistlichen und weltlichen Kompositionen. Sie können zum Teil schon in Bourges entstanden sein. Sein Gloria und die beiden Credos besitzen abwechselnd zwei oder drei Stimmen. Sie gehören zu den frühesten bekannten Kompositionen, die zwischen solistischer und chorischer Ausführung unterscheiden. Die vier vorhandenen Chansons sind alle Virelais und in einer einzigen Quelle überliefert.
Die geistlichen Werke Legrants sind in ihrer Deklamation syllabisch und rhythmisch einfach. Sie folgen der Praxis um 1410 bis 1420, zwischen hohen und zweistimmigen Sologesängen (unus) einerseits und tiefer liegenden dreistimmigen Tuttipartien (chorus) abzuwechseln. In der Stimmführung fallen chromatische Gänge im Sinne der Musica ficta (durch zusätzliche Vorzeichen) und musikalische Querstände auf und erinnern damit an Messesätze von Guillaume Dufay aus den 1420er Jahren. Diese Neigung zu chromatischen Stimmführungen zeigt sich auch in den Virelais „Ma chiere“, „Pour l’amour“ und „Or avant“ mit ihren rustikalen Texten nach Art der Robert-et-Marion-Spiele oder des chanson rustique. In dem Virelai „Or avant“ wird die homophone Satzweise und die betonte Volkstümlichkeit mittels Parlando-Tonwiederholungen mit rhythmischer Imitation belebt. Dagegen enthält das höfische Virelai „La douce fleur“ einen komplizierteren Kontrapunkt.

## Werke
- Geistliche Werke (Vokalmusik)
  - Gloria zu drei Stimmen
  - Credo zu drei Stimmen (datiert mit 1426)
  - Credo zu drei Stimmen
- Weltliche Werke (Vokalmusik)
  - Virelai „La doulce flour“ zu drei Stimmen (anonym, mit dem Akrostichon »LE GRANT GUILLAUME«)
  - Virelai „Ma chiere mestresse“ zu drei Stimmen
  - Virelai „Or avant, gentilz fillettes“ zu drei Stimmen
  - Virelai „Pour l’amour de mon bel amy“ zu drei Stimmen
  - Contratenor zu „A son plaisir“ von Pierre Fontaine zu drei Stimmen
  - textloses Stück (Rondeau?) in Tastenbearbeitung zu drei Stimmen aus dem Lochamer-Liederbuch und dem Buxheimer Orgelbuch